# Karl Holz (Violinist)

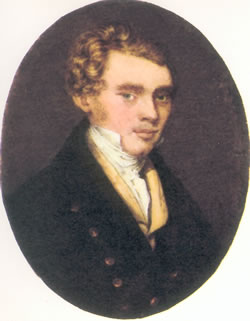
Karl Holz, Miniaturporträt von Barbara „Betty“ Fröhlich

Karl Holz (* 3. März 1799 in Wien; † 9. November 1858 ebenda) war ein österreichischer Violinist. Er war zweiter Geiger im von Ignaz Schuppanzigh gegründeten Schuppanzigh-Quartett und ein enger Wegbegleiter des Komponisten Ludwig van Beethoven, als dieser in seiner letzten Lebensphase seine späten Streichquartette schrieb.

## Leben
Über Holz’ Leben ist wenig bekannt; die meisten bekannten Angaben lassen sich aus der in den Konversationsheften – mit deren Hilfe sich Beethoven auf Grund seiner durch Otosklerose ausgelösten Taubheit in seinen letzten Lebensjahren schriftlich mit seinen Mitmenschen hatte verständigen müssen – schriftlich überlieferten Kommunikation mit Ludwig van Beethoven herleiten.
Hauptberuflich war Karl Holz Kassaoffizier in der Kanzlei der niederösterreichischen Landstände. Diese Tätigkeit beschrieb er Beethoven gegenüber wie folgt:

„Ich habe einen sehr leichten Dienst. Im Grunde arbeite ich nur eine Stunde lang. Die andere Zeit habe ich für mich. Aber drinnen sitzen muß ich; meinen Körper muß ich wenigstens hineinstellen. Ich habe für mich immer interessante Beschäftigung“

Um sein dürftiges Beamtengehalt aufzubessern, gab er Violinunterricht. Der Art seiner Arbeit entsprechend sah er später auch eher in seiner geplanten Heirat als dem von ihm ausgeübten Beruf eine Einschränkung für seine musikalischen Neigungen. Nachdem er ab 1821 mit Joseph Böhm, einem Mitglied des Schuppanzigh-Quartetts, öffentlich konzertiert hatte, war er von 1823 bis Ignaz Schuppanzighs Tod im Jahr 1830 zweiter Geiger in dessen Ensemble.
Der erste Kontakt mit Ludwig van Beethoven kam zustande, als Holz am 4. April 1825 im Wiener Redoutensaal eine Beethoven-Sinfonie – vermutlich die Vierte – dirigieren sollte. Eine Freundschaft zwischen beiden entwickelte sich im August desselben Jahres, als Beethoven dem Geiger das Autograph seines Streichquartetts Nr. 15 in a-Moll op. 132 zur Anfertigung von Abschriften mitgab und sich die Befürchtung des Komponisten, das Autograph nicht wiederzubekommen, nicht bestätigte. Karl Holz wurde zur Kontaktperson zwischen Beethoven und dem Schuppanzigh-Quartett, zum Kopisten von dessen Quartettkompositionen und übernahm für den Komponisten Haushaltsbesorgungen und Verhandlungen mit den Verlegern. Der von Beethoven mit Spitznamen wie „Bestes MahagoniHolz“ bedachte Geiger sei »jährlich 365 mahl zu Mittag eingeladen«, wie es Beethovens Neffe Karl etwas spöttisch formulierte. Karl Holz selbst schrieb über seine Zeit mit Beethoven:

„Während des Komponierens der drei vom Fürsten Golizyn gewünschten Quartette op. 127, 130, 132 strömte aus der unerschöpflichen Fantasie Beethovens ein solcher Reichthum neuer Quartett-Ideen, daß er beinahe unwillkürlich noch das Cis-Moll- und F-Dur-Quartett schreiben mußte. ›Bester, mir ist schon wieder was eingefallen!‹ pflegte er scherzend und mit glänzenden Augen zu sagen, wenn wir spazieren gingen: dabei schrieb er einige Noten in sein Skizzenbüchlein (…) ›und an Fantasie fehlt’s, Gottlob, weniger als je zuvor!‹“

Karl Holz starb im Jahr 1858 an der Cholera. Holz’ von Beethoven genehmigter Plan einer offiziellen Biographie des Komponisten kam aus unbekannten Gründen nicht zustande.

## Historische Bewertung
Die erste zusammenhängende Beethoven-Biographie wurde 1840 von Beethovens Sekretär Anton Felix Schindler veröffentlicht. In dieser stellt Schindler sich als engsten Vertrauten in Beethovens letzten Lebensjahren dar. Tatsache ist, dass Schindler zwischen Ende 1822 bis 1824 erforderliche Aufgaben des Alltags wie beispielsweise Botengänge und Verhandlungen mit Kopisten für Beethoven erledigte. Schindler nahm seine Aufgabe allerdings so ernst, dass es Beethoven, der sich in einem Brief vom 19. August 1823 seinem Bruder Johann gegenüber über »diesen niederträchtigen verachtungswürdigen Menschen« beklagte, bald zu viel wurde und er seinen selbst ernannten „Geheimsecretär ohne Gehalt“ schließlich von seinen Aufgaben entband, da er fürchtete, »daß mir einmal ein Großes Unglück durch Sie bevorsteht«. An seine Stelle trat Karl Holz, an dem laut Schindlers Darstellung »jeder Zoll ein Wiener ›Faiake‹ von erster Qualität« sei; zudem unterstellte Schindler dem Geiger, u. a. durch Verleitung zu erhöhtem Alkoholgenuss und allzu große Ausrichtung auf reinen Gelderwerb einen negativen Einfluss auf den Komponisten gehabt zu haben, und bekräftigte seine Einschätzung fünf Jahre später in einem Zeitungsartikel:

„Glücklicher Weise war es nur der kurze Zeitraum von ungefähr 18 Monaten, als die verwerflichste, bis dahin unbekannte Liebedienerei Seitens des Hrn. Holz, Beethoven’s Reizbarkeit, Mißtrauen und oftmals kindischen Launen fortan Nahrung gebend, zur Folge hatte, daß der von Grund seines herzens edelmüthige Beethoven sein Naturell sehr oft verläugnet und zu einem rechten Sultane geworden ist.“

Karl Holz wehrte sich gegen die Vorwürfe, von denen Schindler vorgab, sie mit Einträgen in den Konversationsheften beweisen zu können. Inzwischen ist es jedoch erwiesen, dass Schindler zahlreiche Konversationshefteinträge gefälscht hatte, um sich selbst in einem günstigeren Licht darzustellen.
Doch konnten diese Fälschungen erst 100 Jahre später während der Editionsarbeiten an der Kritischen Ausgabe der Konversationshefte nachgewiesen werden, so dass an Holz’ schlechtem Ruf zunächst lange nicht gezweifelt wurde. So urteilte Beethoven-Forscher Alexander Wheelock Thayer zwar differenzierter über Karl Holz, folgte aber im Wesentlichen Schindlers Einschätzung, indem er Holz als »dreist« bezeichnete und ihm »eine[r] gewisse[n] Frivolität« sowie »eine[r] gewisse[n] Zudringlichkeit« bescheinigte. Auch andere Forscher wie Otto Jahn (»Die Mitteilungen von Karl Holz (…) sind mit Vorsicht zu bewerten«), Ludwig Nohl (»ein echtes Wiener ›Früchtel‹, im guten wie im schlimmen Sinne«) und Paul Bekker (»Es waren auch nur wenige der Wiener Bekannten, deren verhältnis zu beethoven sich mit der Zeit freundschaftlich vertiefte. Leute wie Schindler oder Holz zählen nicht zu ihnen.«) folgten Schindlers Beispiel.
Während Karl Holz nach der ersten Auflage von Die Musik in Geschichte und Gegenwart erst in einem Ergänzungsband (MGG I, Band 16, Spalte 728 f.) erwähnt wurde, urteilte auch Constant von Wurzbach in seinem Biographischen Lexikon des Kaiserthums Oesterreich negativ über Holz, der, um sich gegen Schindlers Behauptungen zur Wehr zu setzen, Beethovens negative Meinung von Schindler mit entsprechenden Äußerungen in der Korrespondenz des Komponisten belegte:

„Man sieht also, man habe jene harten Ausdrücke gegen Schindler nicht allzu wörtlich zu nehmen. Es ist füglich anzunehmen, daß Beethoven’s Unwillen gegen Schindler kein dauernder war; […] aller Schimpf fällt auf Holz zurück, der in so wenig rücksichtsvoller Weise gegen einen Mann vorging, dessen übertriebene Eitelkeit – die sich im »ami de Beethoven« spiegelt – nur Mitleiden verdient“

Diese durchweg negative Sicht auf Karl Holz lässt sich nach Auffassung des Musikwissenschaftlers Gerd Indorf nicht bestätigen; vielmehr legt eine Analyse des elften Bandes der Konversationshefte nahe, dass Holz’ Fürsorge für Beethoven nicht von Egoismus, sondern von den Heiratsplänen des Geigers eingeschränkt war: »Die Heurathsangelegenheiten paken ihn ein bischen (sic) viel an«